# Drahé pivínko
Drahé pivínko (v anglickém originále Mommie Beerest) je 7. díl 16. řady (celkem 342.) amerického animovaného seriálu Simpsonovi. Scénář napsal Michael Price a díl režíroval Mark Kirkland. V USA měl premiéru dne 30. ledna 2005 na stanici Fox Broadcasting Company a v Česku byl poprvé vysílán 3. června 2007 na stanici ČT2.

## Děj
Simpsonovi mají slavnostní snídani v luxusní restauraci na oslavu toho, že Homer konečně splatil hypotéku. Poté, co se Bart a Líza pohádají u jídla, jde Homer k Vočkovi, jehož zrovna navštíví hygienik. Protože je inspektor Vočkův přítel, dá baru bez ohledu na četné prohřešky čisté vysvědčení, ale po konzumaci jednoho z prošlých nakládaných vajec hygienik zemře. Nový inspektor okamžitě prohlásí, že Vočkova hospoda bude uzavřena, dokud nebudou odstraněny přestupky a dokud týdenní svoz odpadků nezlikviduje mrtvolu jeho předchůdce. 
Později, po uzavření Vočkovy hospody, uspořádají štamgasti na chodníku irskou smuteční hostinu. Homer se rozhodne pomoci Vočkovi znovu otevřít bar tím, že si vezme novou hypotéku na svůj dům a kuje pikle s Marge, která se stane novou spolumajitelkou. Homer navštíví vyčištěný Vočkův bar, jejž vede Marge, aby ochránila jejich investici, a navrhne Homerovi, aby se prostě soustředil na děti. Marge také navrhne, že by se z Vočkova baru měla stát anglická hospoda a že by měla být přejmenována na The Nag & Weasel, aby se zlepšila její image. The Nag & Weasel je úspěšný podnik a Bart s Lízou si všimnou, že tam teď Marge tráví víc času než Homer kdykoli předtím. Homera to znepokojuje, ale Marge s tím nemá problém. 
Homer a Marge jdou společně do kina, jenže se k nim přidá Vočko, a Homer se od Lennyho a Carla dozví, že spolu Marge a Vočko mají tzv. citový poměr. Homer se také vyděsí, když mu Marge pojedenácté připomene, že se chystají na barmanský sraz na Arubě, a tak spěchá na letiště v doprovodu šéfa Wigguma a dostane se k letadlu, které se chystá vzlétnout, ve snaze zachránit své manželství. Mezitím Vočko konečně vyjeví své skutečné city ke své partnerce, jež tak dlouho skrýval v temnotě, k čemuž ho podnítí znepokojivá podívaná, jíž je svědkem ze sedadla u okna. Řekne Marge, že ji miluje, a vzápětí ji požádá o ruku. Marge je v šoku, ale než stihne odpovědět, vyřítí se z toalety Homer a řekne Vočkovi, aby nechal jeho ženu na pokoji. Vočko mu opáčí, že si Homer Marge vůbec nezaslouží, protože o ní nic neví: například její oblíbené jídlo. Homer sice přizná, že toho o své vlastní ženě moc neví, ale Marge ho navzdory jeho chybám ujistí, že on je opravdu její pravá láska, ne barman. 
Všichni tři dorazí na Arubu, kde se nešťastný Vočko kvůli své ztrátě pokusí utopit, ale Marge a Homer mu v tom zabrání. Marge mu vysvětlí, že je dostatečně milý muž na to, aby ho mohl milovat někdo jiný, jen když bude ochoten udělat pár, byť drobných změn. Zdá se, že Vočko poslechne, ale přesto se vrátí ke svému původnímu plánu sdílet s Marge hotelový pokoj, když tajně změní rezervaci. Marge místo toho donutí Vočka, aby sdílel postel s Homerem, zatímco ona se uvelebí na gauči. Jakmile si Marge uvědomí, že děti nikdo nehlídá, epizoda končí cestou Barta, Lízy a Maggie do Paříže v horkovzdušném balónu.

## Věnování a ceny
Tato epizoda byla věnována Johnnymu Carsonovi, který zemřel týden před odvysíláním tohoto dílu. Carson také hostoval ve dílu 4. řady Šáša Krusty je zrušen – Šáša Krusty má padáka. Za Drahé pivínko získal scenárista Michael Price v roce 2006 Cenu Sdružení amerických scenáristů za scénář k animovanému dílu; šlo o třetí rok v řadě, kdy epizoda Simpsonových tuto cenu získala.